# Gustav von Mauderode
Franz Otto Gustav Albert von Mauderode (* 7. November 1805 in Halberstadt; † 25. November 1871 in Münster) war ein deutscher Richter und Verwaltungsjurist, zuletzt Regierungsvizepräsident in Münster.

## Leben
Er entstammte dem Reichsadel aus dem 17. Jahrhundert. Seine Eltern waren der Major a. D. Karl Friedrich Ferdinand von Mauderode († 23. September 1838) und dessen Ehefrau Charlotte Henriette Luise von Arnstedt (* 9. März 1777; † 18. September 1859), eine Tochter des Gutsherren Carl Adrian von Arnstedt.
Nach dem Abitur im Jahre 1823 am Gymnasium Nordhausen studierte er an der Georg-August-Universität Göttingen und der Rheinischen Friedrich-Wilhelms-Universität Rechtswissenschaft. 1824 wurde er Mitglied des Corps Rhenania Bonn. Er beendete das Studium an der Friedrich-Wilhelms-Universität zu Berlin.
Seine Prüfung zum Auskultator bestand er am 18. November 1826 mit der Note Gut. Nach dem ersten juristischen Staatsexamen folgte im November 1928 die Ernennung zum Auskultator beim Oberlandesgericht Halberstadt und im August 1932 zum Gerichtsassessor beim Kammergericht. Im März 1833 dem Oberlandesgericht Marienwerder zugewiesen, wurde er im März 1835 Justizrat beim Landgericht Bromberg. Von Mauderode wechselte in die Provinz Westfalen und wurde Regierungsassessor bei der Regierung in Minden, wo er später Regierungsrat wurde. Die Überweisung an die Bezirksregierung Münster fiel auf den 20. Juli 1843, wo er am 19. Oktober 1849 die Ernennung zum Oberregierungsrat und Abteilungsleiter erhielt. Den Titel Regierungsvizepräsident führte er mit seiner Ernennung ab dem 23. Juni 1862. Von Mauderode war Mitglied des Historischen Vereins in Münster.
Seine Schwester Berta heiratete 1837 den Stettiner Regierungspräsidenten und Sachsen-Meininger Minister Friedrich Freiherr von Werthern.

## Auszeichnungen
- Roter Adlerorden II. Klasse mit Eichenlaub
- Johanniterorden